# Jogging Volley Altamura 2007-2008
Questa voce raccoglie le informazioni riguardanti la Jogging Volley Altamura nelle competizioni ufficiali della stagione 2007-2008.

## Stagione
La stagione 2007-08 è per la Jogging Volley Altamura, sponsorizzata dalla Lines e dalla Egocapitanata, la seconda consecutiva in Serie A1; come allenatore viene scelto Giovanni D'Onghia, mentre la rosa viene completamente rivoluzionata rispetto alla stagione precedente, con le uniche conferme di Maria del Rosario Romanò e Sara Gaggiotti, quest'ultima poi ceduta a stagione in corso. Tra i nuovi acquisti quelli di Daniela Biamonte, Angelina Bland, Francesca Giogoli, Ana Paula Ferreira, Lucía Paraja, Denise Pereira, Alessandra Pinese e Stacy Sykora, mentre tra le cessioni quelle di Erin Aldrich, Lily Kahumoku, Áurea Cruz, Biljana Gligorović, Katarína Kováčová, Tat'jana Men'šova e Tetjana Voronina.
Il campionato si apre con la vittoria per 3-2 sul Chieri Volley: a queste seguono tre sconfitte prima di un nuovo successo alla quinta giornata contro il Volley 2002 Forlì; nelle ultime sei giornate del girone di andata la squadra di Altamura vince due gare e ne perde quattro chiudendo all'ottavo posto in classifica. Il girone di ritorno è simile a quello di andata con il successo alla dodicesima e alla sedicesima giornata, con nel mezzo tre sconfitte, mentre nelle ultime sei giornate le pugliesi riescono a vincere solo la gara della ventunesima giornata contro il Santeramo Sport, finendo al nono posto in classifica, fuori dalla zona dei play-off scudetto.
Tutte le formazioni di Serie A1 e di Serie A2 della stagione 2007-08 partecipano alla Coppa Italia: la Jogging Volley Altamura vince il proprio raggruppamento nella fase a gironi. Negli ottavi di finale la sfida è contro il Chieri Volley, ma perdendo sia la gara di andata che quella di ritorno è eliminata dalla competizione.

## Organigramma societario
Area direttiva
- Presidente: Andrea D'Ambrosio

Area tecnica
- Allenatore: Giovanni D'Onghia
- Allenatore in seconda: Giovanni Moschetti
- Scout man: Nicola Moliterni

Area sanitaria
- Medico: Giuseppe Direnzo
- Preparatore atletico: Vito Papangelo
- Fisioterapista: Pasquale Piacenza

## Rosa
| N° | Nome                     | Ruolo | Data di nascita  | Nazionalità sportiva |
| -- | ------------------------ | ----- | ---------------- | -------------------- |
| 1  | Angelina Bland           | C     | 26 aprile 1984   | Belgio               |
| 2  | Stacy Sykora             | L     | 24 giugno 1977   | Stati Uniti          |
| 3  | Francesca Giogoli        | P     | 20 marzo 1983    | Italia               |
| 4  | Daniela Biamonte         | S/O   | 3 dicembre 1973  | Italia               |
| 5  | Palma Monitillo          | S     | 7 agosto 1987    | Italia               |
| 6  | Alessandra Pinese        | P     | 24 luglio 1975   | Italia               |
| 7  | Maria del Rosario Romanò | C     | 13 febbraio 1976 | Italia               |
| 9  | Denise Pereira           | S     | 12 gennaio 1972  | Brasile              |
| 10 | Ana Paula Ferreira       | S     | 17 giugno 1980   | Brasile              |
| 11 | Kaitlin Leck             | S/O   | 17 ottobre 1982  | Stati Uniti          |
| 12 | Sara Gaggiotti           | L     | 31 luglio 1980   | Italia               |
| 13 | Giorgia Cacciapaglia     | L     | 14 dicembre 1987 | Brasile              |
| 16 | Viktoria Orsi Toth       | S     | 14 agosto 1990   | Italia               |
| 17 | Lucía Paraja             | C     | 10 febbraio 1983 | Spagna               |

## Mercato
| Acquisti | Acquisti           | Acquisti           | Acquisti   |
| R.       | Nome               | da                 | Modalità   |
| -------- | ------------------ | ------------------ | ---------- |
| S/O      | Daniela Biamonte   | Time Matera        | definitivo |
| C        | Angelina Bland     | Ícaro              | definitivo |
| S/O      | Ana Paula Ferreira | Pinheiros          | definitivo |
| P        | Francesca Giogoli  | Giannino Pieralisi | definitivo |
| S/O      | Kaitlin Leck       | inattiva           | definitivo |
| S        | Viktoria Orsi Toth | Club Italia        | definitivo |
| C        | Lucía Paraja       | CAV Murcia         | definitivo |
| S        | Denise Pereira     | ?                  | definitivo |
| P        | Alessandra Pinese  | Arzano             | definitivo |
| L        | Stacy Sykora       | Stati Uniti        | definitivo |

| Cessioni | Cessioni             | Cessioni        | Cessioni   |
| R.       | Nome                 | a               | Modalità   |
| -------- | -------------------- | --------------- | ---------- |
| C        | Erin Aldrich         | NEC Red Rockets | definitivo |
| S        | Maria Denora         | ?               | definitivo |
| C        | Marisa Dileo         | ?               | definitivo |
| S        | Chiara Casiello      | ?               | definitivo |
| S        | Mariapia Cicciamarra | ?               | definitivo |
| S        | Áurea Cruz           | Ícaro           | definitivo |
| L        | Sara Gaggiotti       | Life Milano     | definitivo |
| P        | Biljana Gligorović   | Chieri          | definitivo |
| S        | Lily Kahumoku        | CAV Murcia      | definitivo |
| C        | Katarína Kováčová    | Rossano         | definitivo |
| S/O      | Kaitlin Leck         | Münster         | definitivo |
| S        | Tat'jana Men'šova    | Reggio Emilia   | definitivo |
| P        | Tonia Mezzapesa      | Soverato        | definitivo |
| C        | Valentina Palasciano | ?               | definitivo |
| S        | Norma Pilota         | ?               | definitivo |
| S/O      | Tetjana Voronina     | River           | definitivo |

## Risultati

### Serie A1

#### Girone di andata
| 1ª giornata - 5 ottobre 2007 PalaBaldassarra, Altamura         | Altamura      | 3 - 2 | Chieri             | 20-25, 25-20, 25-22, 23-25, 15-10 |
| 2ª giornata - 10 ottobre 2007 PalaYamamay, Busto Arsizio       | Busto Arsizio | 3 - 0 | Altamura           | 25-20, 25-20, 25-17               |
| 3ª giornata - 14 ottobre 2007 PalaBaldassarra, Altamura        | Altamura      | 0 - 3 | Sassuolo           | 19-25, 12-25, 20-25               |
| 4ª giornata - 17 ottobre 2007 PalaEvangelisti, Perugia         | Sirio Perugia | 3 - 0 | Altamura           | 25-18, 25-16, 25-13               |
| 5ª giornata - 25 novembre 2007 PalaBaldassarra, Altamura       | Altamura      | 3 - 1 | Forlì              | 22-25, 25-23, 25-20, 25-20        |
| 6ª giornata - 2 dicembre 2007 PalaNorda, Bergamo               | Bergamo       | 3 - 0 | Altamura           | 25-12, 26-24, 25-23               |
| 7ª giornata - 9 dicembre 2007 PalaBaldassarra, Altamura        | Altamura      | 0 - 3 | Robursport Pesaro  | 14-25, 19-25, 17-25               |
| 8ª giornata - 16 dicembre 2007 PalaDalLago, Novara             | Asystel       | 3 - 1 | Altamura           | 20-25, 25-10, 25-18, 25-18        |
| 9ª giornata - 22 dicembre 2007 PalaBaldassarra, Altamura       | Altamura      | 3 - 1 | Giannino Pieralisi | 25-21, 8-25, 25-21, 25-17         |
| 10ª giornata - 26 dicembre 2007 PalaCooper, Santeramo in Colle | Santeramo     | 3 - 1 | Altamura           | 25-23, 21-25, 25-21, 25-20        |
| 11ª giornata - 29 dicembre 2007 PalaBaldassarra, Altamura      | Altamura      | 3 - 1 | Vicenza            | 25-16, 25-19, 18-25, 25-21        |

#### Girone di ritorno
| 12ª giornata - 25 gennaio 2008 PalaMaddalene, Chieri            | Chieri             | 1 - 3 | Altamura      | 25-27, 27-25, 23-25, 20-25       |
| 13ª giornata - 3 febbraio 2008 PalaBaldassarra, Altamura        | Altamura           | 1 - 3 | Busto Arsizio | 22-25, 27-25, 21-25, 20-25       |
| 14ª giornata - 6 febbraio 2008 PalaPaganelli, Sassuolo          | Sassuolo           | 3 - 0 | Altamura      | 25-19, 26-24, 25-20              |
| 15ª giornata - 9 febbraio 2008 PalaBaldassarra, Altamura        | Altamura           | 1 - 3 | Sirio Perugia | 19-25, 25-21, 16-25, 24-26       |
| 16ª giornata - 17 febbraio 2008 PalaGalassi, Forlì              | Forlì              | 0 - 3 | Altamura      | 26-28, 18-25, 23-25              |
| 17ª giornata - 24 febbraio 2008 PalaBaldassarra, Altamura       | Altamura           | 2 - 3 | Bergamo       | 25-16, 25-27, 25-18, 21-25, 9-15 |
| 18ª giornata - 2 marzo 2008 PalaDionigi, Sant'Angelo in Lizzola | Robursport Pesaro  | 3 - 0 | Altamura      | 25-14, 25-19, 25-23              |
| 19ª giornata - 9 marzo 2008 PalaBaldassarra, Altamura           | Altamura           | 0 - 3 | Asystel       | 21-25, 20-25, 13-25              |
| 20ª giornata - 16 marzo 2008 PalaTriccoli, Jesi                 | Giannino Pieralisi | 3 - 0 | Altamura      | 26-24, 25-15, 25-21              |
| 21ª giornata - 22 marzo 2008 PalaBaldassarra, Altamura          | Altamura           | 3 - 1 | Santeramo     | 27-25, 25-23, 20-25, 25-23       |
| 22ª giornata - 6 aprile 2008 PalaRuggi, Imola                   | Vicenza            | 3 - 1 | Altamura      | 25-19, 28-26, 20-25, 25-17       |

### Coppa Italia

#### Fase a gironi
| 1ª giornata - 21 ottobre 2007 PalaFranzanti, Piacenza    | River    | 0 - 3 | Altamura | 23-25, 26-25, 13-25        |
| 2ª giornata - 24 ottobre 2007 PalaBaldassarra, Altamura  | Altamura | 3 - 0 | Parma    | 25-21, 25-21, 25-19        |
| 3ª giornata - 28 ottobre 2007 PalaRuggi, Imola           | Vicenza  | 3 - 1 | Altamura | 28-26, 20-25, 25-13, 25-21 |
| 4ª giornata - 4 novembre 2007 PalaRaschi, Parma          | Parma    | 3 - 0 | Altamura | 25-20, 25-19, 27-25        |
| 5ª giornata - 11 novembre 2007 PalaBaldassarra, Altamura | Altamura | 3 - 0 | River    | 25-17, 25-22, 25-23        |
| 6ª giornata - 18 novembre 2007 PalaBaldassarra, Altamura | Altamura | 3 - 1 | Vicenza  | 29-27, 25-18, 19-25, 25-22 |

#### Fase a eliminazione diretta
| Ottavi di finale (andata) - 16 gennaio 2008 PalaMaddalene, Chieri      | Chieri   | 3 - 0 | Altamura | 25-23, 25-18, 25-18               |
| Ottavi di finale (ritorno) - 20 gennaio 2008 PalaBaldassarra, Altamura | Altamura | 2 - 3 | Chieri   | 18-25, 18-25, 25-21, 25-20, 13-15 |

## Statistiche

### Statistiche di squadra
| Competizione | Punti | In casa | In casa | In casa | In trasferta | In trasferta | In trasferta | Totale | Totale | Totale |
| Competizione | Punti | G       | V       | P       | G            | V            | P            | G      | V      | P      |
| ------------ | ----- | ------- | ------- | ------- | ------------ | ------------ | ------------ | ------ | ------ | ------ |
| Serie A1     | 21    | 11      | 5       | 6       | 11           | 2            | 9            | 22     | 7      | 15     |
| Coppa Italia | 12    | 4       | 3       | 1       | 4            | 1            | 3            | 8      | 4      | 4      |
| Totale       | -     | 15      | 8       | 7       | 15           | 3            | 12           | 30     | 11     | 19     |

G = partite giocate; V = partite vinte; P = partite perse

### Statistiche dei giocatori
| D. Biamonte    | 22 | 333 | 284 | 43 | 6  | Statistiche assenti | Statistiche assenti |
| A. Bland       | 4  | 33  | 20  | 12 | 1  | Statistiche assenti | Statistiche assenti |
| G. Caccipaglia | 8  | 0   | 0   | 0  | 0  | Statistiche assenti | Statistiche assenti |
| A. Ferreira    | 22 | 321 | 281 | 27 | 13 | Statistiche assenti | Statistiche assenti |
| S. Gaggiotti   | 2  | 0   | 0   | 0  | 0  | Statistiche assenti | Statistiche assenti |
| F. Giogoli     | 13 | 13  | 10  | 2  | 1  | Statistiche assenti | Statistiche assenti |
| K. Leck        | 2  | 2   | 2   | 0  | 0  | Statistiche assenti | Statistiche assenti |
| P. Montillo    | 4  | 0   | 0   | 0  | 0  | Statistiche assenti | Statistiche assenti |
| V. Orsi Toth   | 12 | 10  | 7   | 2  | 1  | Statistiche assenti | Statistiche assenti |
| L. Paraja      | 22 | 179 | 110 | 61 | 8  | Statistiche assenti | Statistiche assenti |
| D. Pereira     | 22 | 179 | 163 | 12 | 4  | Statistiche assenti | Statistiche assenti |
| A. Pinese      | 22 | 38  | 16  | 18 | 4  | Statistiche assenti | Statistiche assenti |
| M. Romanò      | 21 | 142 | 102 | 29 | 11 | Statistiche assenti | Statistiche assenti |
| S. Sykora      | 15 | 0   | 0   | 0  | 0  | Statistiche assenti | Statistiche assenti |

P = presenze; PT = punti totali; AV = attacchi vincenti; MV = muri vincenti; BV = battute vincenti